# Lentinan
Lentinanul este o polizaharidă izolată din ciuperca shiitake (miceliul speciei Lentinula edodes). Din punct de vedere chimic, lentinanul este un beta-glucan β-1,3 cu ramificații β-1,6. Are o greutate moleculară de 500.000 Da și o rotație specifică de +14-22° (NaOH).

## Potențial bioactiv
Un experiment in vitro a arătat că lentinanul a stimulat producția de celule albe din sânge în linia celulară umană U937. Se consideră că lentinanul este inactiv la om atunci când este administrat pe cale orală și, prin urmare, este administrat intravenos. Autorii unui studiu in vivo al lentinanului au sugerat că acest compus poate fi activ atunci când este administrat pe cale orală la șoareci.